# メナウリオン
メナウリオン (ギリシア語: μεναύλιον)またはメナウロン(μέναυλον) は、早ければ10世紀から東ローマ帝国の歩兵に用いられた、対重騎兵用の柄が太い長槍。

## 概要
長さは2.7-3.6メートルであった。強度を確保するため、柄はオークやミズキの若木一本から切り出して作ることが多かった。そしてその先に、45-50センチメートルの長い刃が取り付けられた。

## 用兵
6世紀のヨハネス・マララスは、『クロノログラフィア』第6巻で「ウィナウロン」(vinavlon)に言及している。これは後世のメナウリオンと同じものを指していると考えられているが、マララスの文中では騎兵の武器とされている。
メナウリオンの使用法は、ニケフォロス2世フォカスの軍事論文『プラケプタ・ミリターリア』や、Nikephoros Ouranosとレオーン6世の『タクティカ』、10世紀の有名な論文『Sylloge Tacticorum』に記されている。「メナウリア」（メナウリアトイ、単数ではメナウリアトス）を持った兵士は戦列の後方に配置され、敵騎兵が突撃してきたときだけ前進を命じられた。Sylloge Tacticorumでは突撃を受ける前に「メナウリアトイ」の配置を十分済ませておくとしているが、ニケフォロス2世フォカスはこの戦術を強く批判している。もう一つの用兵として、味方の歩兵陣の側面で、投槍兵とともに斜めに布陣する方法も示されている。この場合、彼らは直接的の側面に攻撃を仕掛けることが期待された。また東ローマ式の重歩兵陣の間に配置され、敵から軽歩兵を守る役割も担った。野営地では出口を守備した。
コンスタンティノス7世ポルフュロゲネトスは『儀式の書』において、膨大な数の「メナウリア」を製造するよう命じている。